# 6 septembre 1957
Le vendredi 6 septembre 1957 est le 249e jour de l'année 1957.

## Naissances
- Ajay Bhatt, ingénieur indien
- Ali Divandari, caricaturiste, peintre, graphiste, sculpteur et journaliste iranien
- Antoine Beaussant, musicien français
- Buddy Carter, politicien américain
- Catherine Lubochinsky, économiste française
- Christian Gajan, joueur de rugby
- Claire Guion-Firmin, femme politique française
- Jean-Michel Severino, banquier français
- José Sócrates, homme d'État portugais
- Martine Leguille-Balloy, personnalité politique française
- Michaëlle Jean, journaliste et gouverneure générale du Canada
- Patrick Bonnet, coureur cycliste français
- Rosendo Ramos, coureur cycliste mexicain
- Živko Gospodinov (mort le 4 mai 2015), footballeur bulgare

## Décès
- Gaetano Salvemini (né le 8 septembre 1873), homme politique italien
- Waka Yamada (née le 1er décembre 1879), pionnière du féminisme japonais et réformiste sociale

## Événements
- Création de la préfecture autonome hani et yi de Honghe